# 모리오카 료타
모리오카 료타(일본어: 森岡 亮太, 1991년 4월 12일 ~ )는 일본의 축구 선수이다.

## 구단 경력
그는 2010년부터 2024년까지 비셀 고베, 실롱스크 브로츠와프, 바슬란트-베베런, RSC 안데를레흐트, 스포르팅 샤를루아에서 활동하였다.

## 국가대표팀 경력
그는 2014년 9월 5일 우루과이과의 경기에서 일본 국가대표팀에 데뷔했다. 그는 2018년까지 국제 A매치 통산 5경기에 출전했다.

## 통계
| 일본 | 일본 | 일본 |
| 연도 | 출전 | 득점 |
| ---- | ---- | ---- |
| 2014 | 2    | 0    |
| 2015 | 0    | 0    |
| 2016 | 0    | 0    |
| 2017 | 2    | 0    |
| 2018 | 1    | 0    |
| 통산 | 5    | 0    |